# Yeovilton
Yeovilton är en ort och tidigare civil parish, i civil parish Yeovilton and District, i enhetskommunen Somerset, i Storbritannien. Den ligger i grevskapet Somerset och riksdelen England, i den södra delen av landet, 180 km väster om huvudstaden London. Den 1 mars 2022 uppgick Yeovilton civil parish i en ny civil parish, Yeovilton and District. Civil parish hade 1 226 invånare år 2011. Byn nämndes i Domedagsboken (Domesday Book) år 1086, och kallades då Geveltone/Geveltona/Giveltona.